# Фаттори, Доменико
Доменико Фаттори (итал. Domenico Fattori; ? — 1914) — государственный деятель Сан-Марино, 12 раз занимавший пост капитана-регента. Занимал при этом разные министерские посты.

## Биография
В 1852 году был избран депутатом Генерального совета (парламента) Сан-Марино.
На протяжении политической карьеры 12 раз становился капитаном-регентом, что позволило ему оставаться в политике на протяжении 57 лет, а быть во главе государства в общей сложности 5,5 лет.
С 1860 по 1908 год, то есть на протяжении 48 лет он являлся министром иностранных дел Сан-Марино.
Выступил инициатором реорганизации Национального музея и Национальной библиотеки (1884). В 1897 году участвовал в подготовке мирного договора между Сан-Марино и Италией.
С 1857 по 1859 год занимал пост министра финансов, став главой МИД он включил министерство финансов в состав внешнеполитического ведомства. С 1860 по 1872 год одновременно был министром внутренних дел.